# Complexo do Alemão

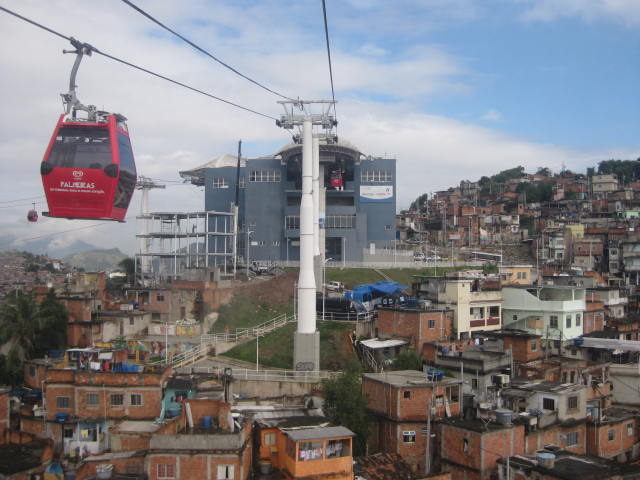
Linbanan lämnar Estação da Baiana (Baiana station) inom Complexo do Alemão; som används av lokalbefolkningen och turister.

Complexo do Alemão ( UTTAL) är en stadsdel i norra Rio de Janeiro, bestående av en grupp på 12 favelas i norra Rio de Janeiro. Det är ett av de mest våldsamma områdena i staden. Namnet, som på portugisiska betyder Tyskarnas område, deriveras till den ursprunglige ägaren till områdets fazenda, polacken Leonard Kaczmarkiewicz, som misstogs för att vara tysk.
Stadsdelarna runt omkring heter Ramos, Penha, Olaria, Inhaúma och Bonsucesso.

## Demografi
- Yta: 296,09 ha (2003) (2,96 km²)[4]
- Befolkning: 69 143 (2010)[4]
- Hushåll: 21 272 (2010)[4]

## Kriminalitet och narkotika
Den kriminella aktiviteten i stadsdelen styrs av Antonio de Souza Ferreira, Tota, och Fabiano Atanazio da Silva, Fabiano Urubu eller FB, två ledare inom Comando Vermelho, som lever underjordiskt inom stadsdelen. 
Området är också känt för de danstillställningar som Chatuba, Grota, Rua 8, Rua E och den så kallade Baile do Complexo Total. På dessa danser dominerar Baile Funk, drogintag och sex, inklusive utnyttjande av minderåriga. Det var efter att ha gjort reportage om dessa danstillställningar som journalisten Tim Lopes torterades och mördades efter att ha kidnappats av gruppen kring narkotikahandlaren Elias Maluco.

## Samhällsaktiviteter
2011 öppnades det första biblioteket i området, på initiativ av Otávio Júnior.